# Family Circle Cup 1975
Il Family Circle Cup 1975 è stato un torneo di tennis giocato sulla terra verde. È stata la 3ª edizione del Family Circle Cup, che fa parte del Women's International Grand Prix 1975. Si è giocato ad Amelia Island negli Stati Uniti dal 21 al 27 aprile 1975.

## Campionesse

### Singolare
Chris Evert ha battuto in finale  Martina Navrátilová con il punteggio di 7–5, 6–4

### Doppio
Evonne Goolagong Cawley /  Virginia Wade hanno battuto in finale  Rosemary Casals /  Ol'ga Morozova con il punteggio di 4–6, 6–4, 6–2